# وصیت‌نامه هایلیگنشتات

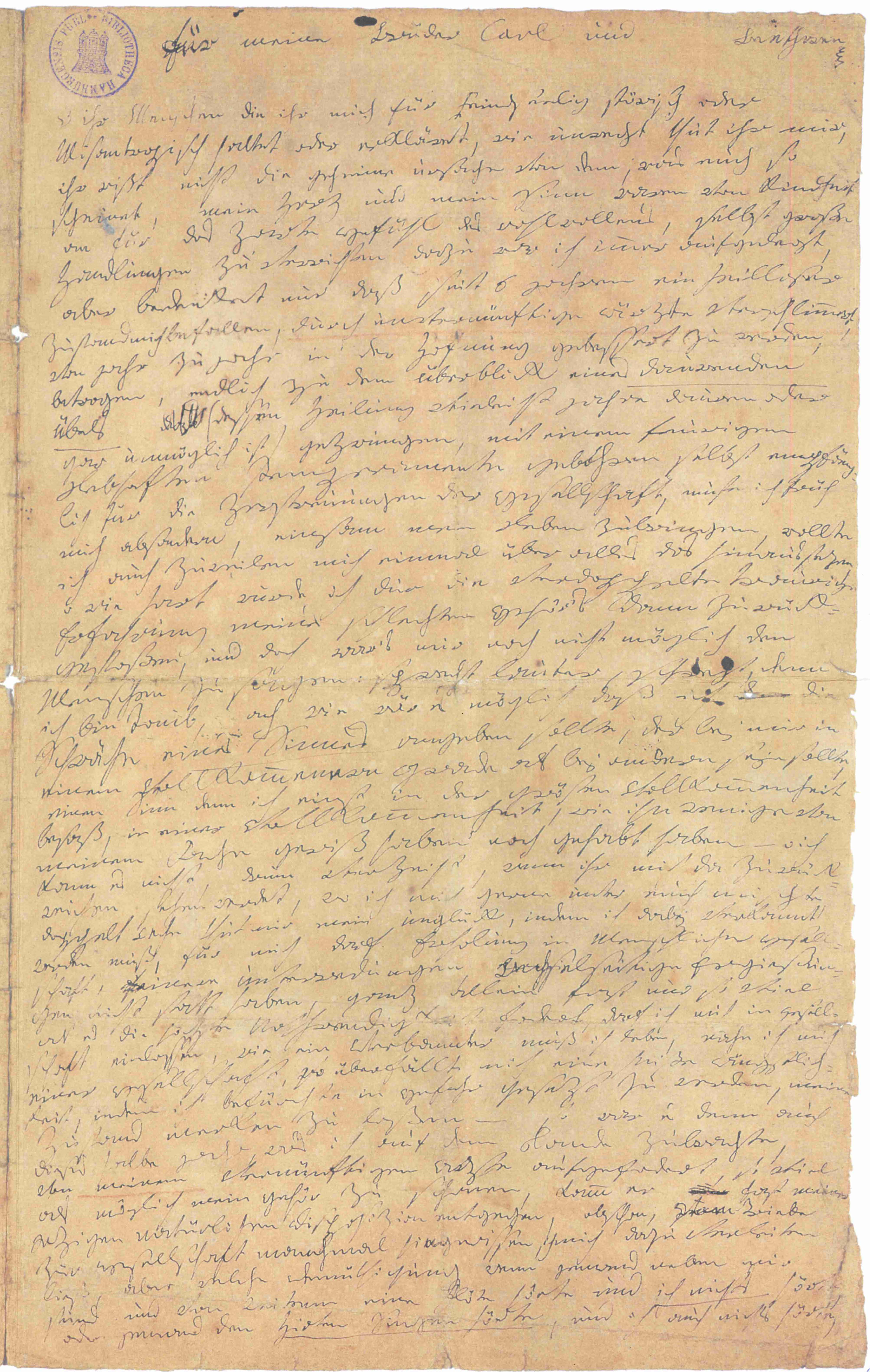
تصویرِ وصیت‌نامهٔ هایلیگِنشتات به خط بتهوون

وصیت‌نامهٔ هایلیگِنْشتات (به آلمانی: Das Heiligenstädter Testament) وصیت‌نامه‌ای که لودویگ فان بتهوون، آهنگساز بزرگ آلمانی، به تاریخِ ۶ اکتبر سال ۱۸۰۲ و هنگامی که در روستای هایلیگِنْشتات، در نزدیکیِ وین اقامت داشت، خطاب به دو برادرش، کارل (۱۷۷۴–۱۸۱۵) و نیکولاوس یوهان،‏ (۱۷۷۶–۱۸۴۸) نوشت، اما هرگز آن را برای آن دو نفرستاد.
متنِ این وصیت‌نامه نشان‌دهندهٔ بدحالیِ بتهوون، نگرانیِ او از وضعیتِ کم‌شنواییِ روزافزون، و تمایلش برای غلبه بر بیماری‌های جسمی و مشکلات عاطفی با هدفِ ادامهٔ زندگی هنری‌اش است. بتهوون این نامه را هرگز نفرستاد و تا پایان عمر، آن را لابه‌لای یادداشت‌های شخصی‌اش پنهان کرد و احتمالاً هرگز به کسی نشان نداد.
در ماه مارس ۱۸۲۷، اندکی پس از درگذشتِ بتهوون، آنتون شیندلر، دوست و شاگردِ او، و اشتفان فون بروینینگ، ناشرِ موسیقی، وصیت‌نامه را کشف کردند و اشتفان آن را در اکتبرِ همان سال انتشار داد.
نکتهٔ قابل تأمل و کنجکاوی‌برانگیز در سند این است که، در حالی که بتهوون نام «کارل» را در جاهای مناسب برده، هنگامی که نام یوهان را نوشته، فضاهای خالی گذاشته‌است ــ ازجمله در گوشهٔ سمت راستِ تصویرِ پیوست در این مقاله. کارشناسان توضیحات پیشنهادیِ متعددی برای این امر داده‌اند، ازجمله این‌که
1. بتهوون تردید داشته که نام کاملِ «یوهان» (نیکولاوس یوهان) را در این سندِ تقریباً قانونی ذکر کند یا خیر؛
2. احساساتِ آهنگساز مانعِ ارسالِ وصیت‌نامه شده بود؛
3. فرستادنِ این نامه برای پسرانِ پدری الکلی و سوءاستفاده‌گر، که نام او نیز یوهان بود و از او کینه و حتی تنفر داشته، و در زمانِ نوشته شدنِ نامه، ۱۰ سال مرگِ او سپری شده‌است.

## متن وصیت‌نامه
ترجمهٔ فارسی متن کامل وصیت‌نامهٔ بتهوون از این قرار است:
«برای برادرانم کارل و یوهان بتهوون

شما ای مردمی که مرا شخصی بدخو، دیوانه، و متنفر از همه می‌پندارید، چقدر بی‌انصاف و ستمگرید! شما علتِ پنهانِ چیزی را که به‌نظرتان چنین می‌نماید نمی‌دانید. دل و جانِ من از دوران کودکی به احساساتِ شیرینِ نیکوکاری متمایل بود و همواره برای انجام فداکاری‌ها و اقدامات بزرگ آماده بوده‌ام. اما تنها به همین موضوع بیندیشید که من از شش سال پیش، گرفتارِ وضعی هولناک بوده‌ام و پزشکانِ نالایق بر شدتِ این وضع افزوده‌اند. سال به سال، با امیدِ بهبودی، خود را فریب داده‌ام و عاقبت هم ناگزیرم که به رنجِ یک بیماریِ ممتد تن دردهم که اگر درمانِ آن غیرممکن نباشد، مسلماً سال‌ها طول خواهد کشید. من که با طبعی آتشین و فعال به‌دنیا آمده‌ام و به تمام لذایذِ دنیا علاقه داشتم، باید خیلی زود و پیش از آنکه وقتش فرارسد، خود را از مردم جدا می‌ساختم و در انزوا زندگی می‌کردم. آه که اگر گاهی هم می‌خواستم واقعیت را نادیده بگیرم، با کمال سختی و تلخی به بیماری خود برمی‌خوردم! من قادر نبودم که به مردم بگویم: «بلندتر صحبت کنید، فریاد بزنید، من کر هستم!» آخر چگونه ممکن بود که ضعفِ یکی از حواس خود را بر همه فاش سازم؛ حسی که می‌بایست در من خیلی قوی‌تر از دیگران باشد؟! حسی که پیش از آن، در کمالِ دقت و قدرت در اختیارم بود، با چنان دقت و قدرتی که مسلماً کمتر کسی از میانِ هم‌حرفه‌هایم داشته‌اند و دارند، به پای آن می‌رسیده‌اند! آه که هرگز نمی‌توانم این ضعف خود را فاش کنم! اگر می‌بینید من دور از همه زندگی می‌کنم، [اما] گاه می‌خواهم که به جمع شما بپیوندم [و نمی‌توانم]، مرا ببخشید. ظاهراً تیره‌روزیِ من مرا نمی‌شناسد، و به همین جهت است که مرا بیشتر می‌آزارد! من از نعمتِ آسایش در میان اجتماع، از لذتِ صحبت‌های ظریف و دل‌انگیز، و از تعاملِ متقابلِ احساسات محروم شده‌ام؛ تنها، کاملاً تنها مانده‌ام؛ جرئت ندارم که جز برای نیازهای بسیار ضروری، به میانِ مردم بیایم؛ باید مانند یک تبعیدی دور از مردم زندگی کنم؛ وقتی به گروه‌های مردم نزدیک می‌شوم، غمی عظیم وجودِ مرا فرامی‌گیرد؛ شاید از این می‌ترسم که همه‌کس از بیماری من آگاه شود. به همین دلیل، اکنون شش ماه است که به‌ناچار در ییلاق روزگار می‌گذرانم. طبیبِ دانشمندم دستور داده‌است که تا جای ممکن مراقبِ شنواییِ خود باشم. او گفته‌است که از امیالِ خود جلوگیری کنم؛ اما میل به شرکت در اجتماعات بارها مرا در خود گرفته‌است و به اجتماع کشیده شده‌ام؛ ولی چقدر خود را حقیر می‌دیدم هنگامی که متوجه می‌شدم کسی که در نزدیکیِ من است، صدای نی‌لبکی را که از دور می‌آید، می‌شنود و من هیچ نمی‌شنوم؛ یا او ترانهٔ چوپانی را که آواز می‌خوانَد، می‌شنود و من باز هیچ نمی‌شنوم! چنین تجربه‌هایی مرا به‌کلی ناامید می‌ساخت و چیزی نمانده بود که به زندگی‌ام خاتمه دهم. هنر، تنها هنر بود که مرا از این کار بازداشت. برایم غیرممکن بود که پیش از انجام آنچه حس می‌کردم برعهده دارم جهان را ترک گویم، و به این ترتیب، این حیاتِ آمیخته به تیره‌بختی ادامه یافته‌است. به‌راستی زندگی برایم رنج‌آلود است، آن هم با این بدنِ حساس که با کوچکترین تغییر، مرا از بهترین حالات به بدترین حال می‌افکنَد! بردباری؛ این چیزی است که به من توصیه می‌کنند، و همین است که اکنون باید راهنمای من باشد. من بردبارم و حوصله دارم و امیدوارم اراده‌ام تا آن لحظه که خدایان بخواهند رشتهٔ حیاتِ مرا بگسلند، پایدار بماند. شاید حالم بهتر شود و شاید هم نشود. در هر حال، آماده‌ام که با سرنوشتِ خود روبه‌رو شوم. آسان نیست که انسان در ۲۸سالگی به‌ناچار فیلسوف شود، و به‌ویژه این کار برای یک هنرمند به‌مراتب دشوارتر است تا برای دیگران! خداوندا! تو از مقام اعلای خود به ژرفای قلبم نفوذ داری و آن را می‌شناسی! تو می‌دانی که علاقه به مردم و میل به نیکوکاری در آن انباشته است. ای مردم! اگر روزی این نوشته را بخوانید، به یاد بیاورید که نسبت به من ظالم بوده‌اید و به‌ناروا حکم کرده‌اید. تیره‌بختان نیز تسلی یابند از اینکه می‌بینند تیره‌بختی چون آنها، با وجود تمام موانع طبیعت، آنچه توانسته، کرده‌است تا در صفِ هنرمندان و برگزیدگان قرار گیرد. شما برادران من، کارل و یوهان، وقتی من مُردم، اگر پروفسور اشمیت هنوز زنده بود، از جانبِ من از او بخواهید تا شرحِ بیماری‌ام را بنویسد، و این نامه را هم به شرح زندگانی من بیفزایید تا پس از مرگم، تا آنجا که مقدور است، دنیا با من آشتی کند!!! در ضمن، شما دونفر را وارثِ دارایی مختصر خود، اگر بتوان آن را «دارایی» نامید، قرار می‌دهم. آن را عادلانه قسمت کنید. همواره پشتیبانِ هم و کمکِ یکدیگر باشید. به‌خوبی می‌دانید که مدت‌هاست آنچه را دربارهٔ من روا داشته‌اید، بخشیده‌ام؛ و از تو، کارل، برادر عزیزم، مخصوصاً برای توجهی که در این اواخر به من نشان می‌دادی، سپاسگزارم.
آرزویم این است که زندگانیِ شما خوش‌تر و بی‌غم‌تر از من باشد. «تقوا (پاکدامنی)» را به فرزندان خود توصیه کنید. تنها «تقوا»ست که می‌تواند مایهٔ خوشبختی باشد و نه «پول». «تقوا»ست که مرا در میان فقر و تیره‌بختی حفظ کرد؛ و اگر با خودکشی به حیاتم خاتمه نداده‌ام، عمرم را مدیونِ «تقوا» و «هنر»م هستم.
خداحافظ! یکدیگر را دوست بدارید! از تمام دوستانم سپاسگزارم؛ به‌ویژه از شاهزاده لیخنوفسکی و پروفسور اشمیت. امیدوارم آلات موسیقیِ شاهزاده ل. [که نزدِ من بود]، نزدِ یکی از شما محفوظ بماند، و البته باعثِ اختلاف میانِ شما نشود. اگر تصور می‌کنید که پولِ آنها برای شما مفیدتر است، آنها را بفروشید. چقدر خوشبخت خواهم بود اگر بتوانم حتی از درونِ گور هم خدمتی برایتان انجام دهم! اگر چنین می‌بود، با بال‌های گشوده به استقبالِ مرگ می‌رفتم. اگر مرگ پیش از آنکه بتوانم شایستگی‌های هنریِ خود را به کمال برسانم، فرارسد، با وجودِ سرنوشت دشواری که دارم، بسیار برایم زود و بی‌موقع خواهد بود، و آرزو خواهم کرد که به تأخیر افتد. اما در این صورت نیز خشنود خواهم بود. مگر نه این است که مرگ مرا از چنگالِ شکنجه‌ای بی‌پایان نجات می‌بخشد؟ ای مرگ، هر وقت می‌خواهی بیا! من با شهامت به استقبالِ تو خواهم شتافت… خداحافظ! پس از مرگ مرا به‌کلی از یاد نبرید. شایستهٔ آن هستم که پس از مرگ هم به فکرم باشید؛ چراکه در زندگیِ خود بسیار در اندیشهٔ شما و خوشبخت ساختنِ شما بوده‌ام.
هایلیگنشتات، ۶ اکتبر ۱۸۰۲
هایلیگنشتات، بدین ترتیب و با کمالِ اندوه از تو جدا گشتم. آری، امیدِ عزیزی که با خود بدین‌جا آورده‌ام و اندیشهٔ اینکه بهبود می‌یابم، ولو اندکی، به‌کلی رهایم کرده‌است؛ درست آن‌گونه که برگ‌های پاییزی بر زمین می‌افتند و می‌خشکند، امیدِ من نیز خشکیده‌است! تقریباً به همان حالی که آمدم، بازمی‌گردم؛ حتی شهامتِ عظیمی که در روزهای زیبای تابستان داشته‌ام، نابود گشته‌است. آه، خداوندا، یک بار، یک روز شادمانیِ خالص نصیبم گردان!! اکنون مدت‌هاست که انعکاسِ عمیقِ شادمانیِ واقعی با من بیگانه است. آه! چه‌وقت؟ چه‌وقت آخر؟ خدایا! می‌توانم بازهم انعکاس مقدس شادمانی را در معبدِ طبیعت و بشر احساس کنم؟ … هرگز؟ … نه!

دریغا که این بسیار بی‌رحمانه است!
هایلیگنشتات، ۱۰ اکتبر ۱۸۰۲
و شادمانی توسط کسی به‌ظهور رسید که هنرِ خود را در جملهٔ مغرورانه‌ای که چکیدهٔ زندگانیِ اوست، بیان کرد؛ جمله‌ای که شعارِ تمامیِ روان‌های دلیر و بی‌باکِ گیتی است:

شادمانی از راهِ رنج!»